# SHAKE THE FAKE
『SHAKE THE FAKE』（シェイク・ザ・フェイク）は、日本のシンガーソングライターである氷室京介の5枚目のアルバム。
1994年9月26日に東芝EMIイーストワールドレーベルからリリースされた。前作『Memories Of Blue』（1993年）よりおよそ1年8か月ぶりにリリースされた作品であり、全作詞は松井五郎、作曲は氷室およびホッピー神山、プロデュースは神山および西平彰、佐橋佳幸が担当している。
レコーディングは一部アメリカ合衆国のA&Mスタジオで行われ、マスタリングはバーニー・グランドマンによって行われた。前作がミリオンセラーとなり、かつて自身が所属したバンドであるBOØWYを超えたと確信した氷室により様々な次の方向性が試行錯誤されたアルバムであり、プログレッシブ・ロックやハードロックの音楽性と取り入れた作品となっている。
本作からは先行シングルとして三貴「カメリアダイアモンド」のコマーシャルソングとして使用された「VIRGIN BEAT」がシングルカットされた。本作はオリコンアルバムチャートにおいて最高位第1位を獲得、売り上げ枚数は80万枚を超えたため日本レコード協会からダブル・プラチナ認定を受けている。

## 背景
前作『Memories Of Blue』（1993年）リリース後、氷室は「TOUR 1993 "L' EGOISTE"」と題したコンサートツアーを同年1月11日の横浜アリーナからツアーファイナルとなった国立代々木競技場第一体育館での3日間連続公演まで、39都市全51公演を実施した。しかし、同ツアー1月19日の大阪城ホール公演の際、風邪による体調不良のため満足なステージを披露できなかった氷室は公演中にその会場の観客を別の日に無料で招待すると発言、急遽「やりなおしライブ」が開催される事が決定したが、後年氷室はこの件に関して「プロとしてあってはならない姿」、「エンタテインメント・ビジネスの風上にも置けない、自己満足というか、若気の至り」と述懐した上で「非常に恥ずかしい思い出」であると述べた。同年4月28日にはPV集『CAPTURED CLIPS』をリリースした。

## 録音
本作のレコーディングは渋谷区のパラダイススタジオおよび東急ファンスタジオ、千代田区のサウンドインスタジオ、アメリカ合衆国のA&Mスタジオにて行われた。氷室は前作がミリオンセラーとなった上に自身が納得のいく完成度であった事から、BOØWYを超える事ができたと認識する事となった。そのためそれまでの「対BOØWY」という概念から解放されたが、今度は「対自分」との概念を抱える事となり、レコーディング中に自律神経失調症になった事もあった。自身の中にあった完成度の基準値を更に超えなくてはならない状態となった氷室は、一度本作をお蔵入りにする事も検討したが、ホッピー神山が参加した事でリリースできる完成度になったという。
本作は氷室のアルバムの中で最も多くスタッフが関わっている作品であり、キーボード4名、プログラマー2名、ギター3名、ベース4名、ドラム4名、エンジニアが6名参加している。また表題曲である「SHAKE THE FAKE」にはBOØWYのベーシストだった松井常松が参加している。これについてディレクターの子安は、様々な人間とコミュニケーションを取りながら試行錯誤していた結果であると推測している。また子安は他作品と比較し本作は子安自身がレコーディング時にスタジオに入る時間が最も短かった作品であると述べ、氷室自身が環境も含めてあらゆる変化の必要性を欲した事や、次にどのようなメンバーで制作していくかを試行錯誤していた事が関係していると述べた他、現場にいた際に自身の役割が見えなかった事もあり、プロジェクト全体の統括として活動する事にしたと述べた。氷室は後にポリドール・レコードに移籍したため子安との共同作業からは一時的に離れる事となったが、子安とは友人関係にありBOØWYの成功は子安がプロジェクトに関わっていた事が大きな要因であるとも述べている。

## 音楽性
本作ではそれまでの氷室の作品にはなかったジャンルの曲が収録されており、「BREATHLESS」や「LOST IN THE DARKNESS」はプログレッシブ・ロック、「SHAKE THE FAKE」や「HYSTERIA」はハードロックになっている。
収録曲の「VIRGIN BEAT」に関して氷室は、「自分のひねくれた音楽感が非常に良い形で結実したシングル」と述べ、氷室は楽曲制作の際に上手く転調が行われている曲が良曲であるとの持論から、同曲に関しても何度も楽しめる作品として制作した。
後年氷室は本作に関して「自分ができることはすべてやった」と語り、ストレスを感じていたのは自身の精神性の弱さに起因していると述べ、また体力的な不安から本作完成後よりジョギングを開始し体力づくりに励む事となった。

## リリース、チャート成績、批評
| 専門評論家によるレビュー | 専門評論家によるレビュー |
| レビュー・スコア         | レビュー・スコア         |
| 出典                     | 評価                     |
| ------------------------ | ------------------------ |
| CDジャーナル             | 肯定的                   |

本作は1994年9月26日に東芝EMIのイーストワールドレーベルよりCDでリリースされた。本作はオリコンアルバムチャートにおいて最高位第1位を獲得、登場回数は8回で売り上げ枚数は71.6万枚となった。
本作に関する評価として、音楽情報サイト『CDジャーナル』では1曲目にテレビCMのタイアップとして使用された「VIRGIN BEAT」が収録されている事については「現実的で少し興ざめ」と指摘したが、歌謡曲的なメロディーを持つ曲がアグレッシブかつ先鋭的なアレンジになっている事で「近未来的な非現実的世界へ誘なう」とした上で「そこが快感」と肯定的に評価した。
本作は2003年7月21日にデジタルリマスターおよび紙ジャケット仕様で、コピーコントロールCDにてリリースされた。また、2020年7月21日には全作品のサブスクリプションサービス解禁に伴い、デジタル・リマスターされた音源が配信された。

## ツアー
本作を受けてのツアーは「SHAKE THE FAKE」と題し、1994年10月12日の横浜アリーナを皮切りに、8都市全16公演を敢行、約21万人を動員した。ツアーファイナルとなった12月24日および25日には東京ドーム2日間連続公演を行った。

## 収録曲
| 全作詞: 松井五郎。 |                                 |           |                        |                      |      |
| #                  | タイトル                        | 作詞      | 作曲                   | 編曲                 | 時間 |
| 1.                 | 「VIRGIN BEAT (Re-mix)」        | 松井五郎  | 氷室京介               |                      | 5:22 |
| 2.                 | 「BREATHLESS」                  | 松井五郎  | 氷室京介               | 佐橋佳幸             | 4:36 |
| 3.                 | 「SHAKE THE FAKE」              | 松井五郎  | 氷室京介               | 佐橋佳幸             | 4:32 |
| 4.                 | 「LOST IN THE DARKNESS」        | 松井五郎  | 氷室京介               | ホッピー神山         | 6:55 |
| 5.                 | 「HYSTERIA」                    | 松井五郎  | 氷室京介               | ホッピー神山         | 3:36 |
| 6.                 | 「FOREVER RAIN」                | 松井五郎  | 氷室京介               | ホッピー神山         | 4:54 |
| 7.                 | 「DON'T SAY GOOD BYE (Re-mix)」 | 松井五郎  | 氷室京介               | ホッピー神山、西平彰 | 3:57 |
| 8.                 | 「DOWN TOWN ARMY」              | 松井五郎  | 氷室京介               | ホッピー神山、西平彰 | 4:04 |
| 9.                 | 「LONESOME DUMMY」              | 松井五郎  | 氷室京介               | 西平彰               | 4:07 |
| 10.                | 「BLOW」                        | 松井五郎  | 氷室京介               | 西平彰               | 4:58 |
| 11.                | 「TRUE BELIEVER」               | 松井五郎  | 氷室京介、ホッピー神山 | ホッピー神山         | 5:41 |
| 合計時間:          | 合計時間:                       | 合計時間: | 合計時間:              | 52:42                |      |

## スタッフ・クレジット
- CD付属の歌詞カードに記載されたクレジットを参照[14]。

### 参加ミュージシャン
- ホッピー神山 – キーボード
- 西平彰 – キーボード
- 難波弘之 – キーボード
- 中西康晴 – キーボード、コンピュータプログラミング
- 松武秀樹 – コンピュータ・プログラミング
- 菅原弘明 – コンピュータ・プログラミング
- 佐橋佳幸 – ギター
- 吉田光 – ギター
- 大村憲司 – ギター
- 美久月千晴 – ベース
- 後藤次利 – ベース
- 渡辺等 – ベース
- 松井常松 – ベース
- 青山純 – ドラムス
- 山木秀夫 – ドラムス
- 湊雅史 – ドラムス
- 永井利光 – ドラムス
- スティーブ・エトウ – パーカッション
- 高良久美子 – パーカッション
- 広瀬潤次 – サクソフォーン
- イボンヌ・ウィリアムス – コーラス
- ローズ・ストーン – コーラス
- ジェシカ・ウィリアムス – コーラス

### 録音スタッフ
- ホッピー神山 – プロデューサー（1,4 - 8,11曲目）
- 西平彰 – プロデューサー（7 - 10曲目）
- 佐橋佳幸 – プロデューサー（2,3曲目）
- 坂本達也 (DEEP) – アソシエイト・プロデューサー、エンジニア
- 納屋和貴 (MUSIC LAND) – ミュージシャン・コーディネート
- バーニー・グランドマン – マスタリング・エンジニア
- 川澄伸一 (MIXER'S LAB) – 追加エンジニア
- 中林慶一（オフィス・インテンツィオ） – 追加エンジニア
- 新銅"V"康晃 (BRAIN POLICE) – 追加エンジニア
- ひこさわひでたか（サウンドインスタジオ） – アシスタント・エンジニア
- 福島芳樹（東急ファンスタジオ） – アシスタント・エンジニア
- マイク・バウムガルトナー（A&Mスタジオ） – アシスタント・エンジニア

### 制作スタッフ
- 子安次郎（東芝EMI） – A&Rチーフ
- 渡辺雅敏（東芝EMI） – A&R
- 渋谷高行（ユイ音楽工房） – パブリッシャーズ・プロデューサー
- 宮野真一（ユイ音楽工房） – パブリッシャーズ・ディレクター
- 鈴木祥紀（ユイ音楽工房） – アーティスト・プロデューサー
- やがさきゆうけん（ユイ音楽工房） – アーティスト・マネージャー
- ましのともみ（ユイ音楽工房） – マネージメント・デスク
- 鈴木博一（東芝EMI） – プロモーション・チーフ
- 小澤啓二（東芝EMI） – プロモーション
- 上野ひとみ（東芝EMI） – プロモーション
- 後藤由多加（ユイ音楽工房） – エグゼクティブ・プロデューサー
- 中曾根純也（東芝EMI） – エグゼクティブ・プロデューサー
- 下河辺晴三（東芝EMI） – エグゼクティブ・プロデューサー

### 美術スタッフ
- 森谷統 – アート・ディレクション
- とびたみき – デザイン
- いいもりまさこ – デザイン
- 小木曽威夫 – 写真撮影
- つのせつ – スタイリスト
- 横原義雄 – ヘアー、メイク
- ぎとふゆみ – ヘアー、メイク
- もりやなおこ – ビジュアル・プロデューサー
- かとうつよし – ビジュアル・コーディネート
- 朝日印刷 – 印刷

## チャート、認定
| チャート         | 最高順位 | 登場週数 | 売上数   | 出典  |
| ---------------- | -------- | -------- | -------- | ----- |
| 日本（オリコン） | 1位      | 8回      | 71.6万枚 | [ 2 ] |

| 国/地域 | 認定組織         | 日付       | 認定             | 売上数   | 出典  |
| ------- | ---------------- | ---------- | ---------------- | -------- | ----- |
| 日本    | 日本レコード協会 | 1994年10月 | ダブル・プラチナ | 800,000+ | [ 3 ] |

## リリース日一覧
| No. | リリース日    | レーベル                  | 規格 | カタログ番号 | 備考                                       | 出典          |
| --- | ------------- | ------------------------- | ---- | ------------ | ------------------------------------------ | ------------- |
| 1   | 1994年9月26日 | 東芝EMI／イーストワールド | CD   | TOCT-8550    |                                            | [ 10 ] [ 15 ] |
| 2   | 2003年7月21日 | 東芝EMI／イーストワールド | CCCD | TOCT-25090   | デジタルリマスタリング盤、紙ジャケット仕様 | [ 16 ] [ 17 ] |